# 2015-ös U17-es labdarúgó-világbajnokság
A 2015-ös U17-es labdarúgó-világbajnokság volt 16. ilyen jellegű torna. A tornát 24 válogatott részvételével október 17. és november 8. között rendezték Chilében. A világbajnokságon 1997. január 1. után született labdarúgók vehettek részt. A győztes, a címvédő Nigéria válogatottja lett.

## Résztvevők
A házigazda Chile mellett a következő 23 válogatott vesz részt:
| Szövetség                                         | Selejtezőtorna                                  | Csapatok                                                                    |
| ------------------------------------------------- | ----------------------------------------------- | --------------------------------------------------------------------------- |
| AFC (Ázsia)                                       | 2014-es U16-os Ázsia-kupa                       | Ausztrália · Észak-Korea · Dél-Korea · Szíria                               |
| CAF (Afrika)                                      | 2015-ös U17-es Afrika-kupa                      | Dél-afrikai Köztársaság · Guinea · Mali · Nigéria                           |
| CONCACAF (Észak és Közép-amerikai, Karibi térség) | 2015-ös U17-es CONCACAF-aranykupa               | Egyesült Államok · Costa Rica · Honduras · Mexikó                           |
| CONMEBOL (Dél-Amerika)                            | 2015-ös U17-es dél-amerikai Labdarúgó-bajnokság | Argentína · Brazília · Ecuador · Paraguay                                   |
| OFC (Óceánia)                                     | 2015-ös U17-es óceániai-bajnokság               | Új-Zéland                                                                   |
| UEFA (Európa)                                     | 2015-ös U17-es labdarúgó-Európa-bajnokság       | Anglia · Belgium · Franciaország · Horvátország · Németország · Oroszország |
| Rendező ország                                    | Rendező ország                                  | Chile                                                                       |

## Csoportkör
A csoportkörben minden csapat a másik három csapattal egy-egy mérkőzést játszik, így összesen 6 mérkőzésre kerül sor mind a hat csoportban. A csoportokból az első két helyezett, és a négy legjobb harmadik helyezett jut tovább. Minden csoportban az utolsó két mérkőzést azonos időpontban játsszák. A csoportkör után egyenes kieséses rendszerben folytatódik a vb.
Sorrend meghatározása
1. több szerzett pont az összes mérkőzésen
2. jobb gólkülönbség az összes mérkőzésen
3. több lőtt gól az összes mérkőzésen
4. több szerzett pont az azonosan álló csapatok között lejátszott mérkőzéseken
5. jobb gólkülönbség az azonosan álló csapatok között lejátszott mérkőzéseken
6. több lőtt gól az azonosan álló csapatok között lejátszott mérkőzéseken
7. sorsolás

### A csoport
| Csapat           | M | Gy | D | V | G+ | G– | Gk | P |
| ---------------- | - | -- | - | - | -- | -- | -- | - |
| Nigéria          | 3 | 2  | 0 | 1 | 8  | 3  | +5 | 6 |
| Horvátország     | 3 | 1  | 2 | 0 | 5  | 4  | +1 | 5 |
| Chile            | 3 | 1  | 1 | 1 | 6  | 7  | –1 | 4 |
| Egyesült Államok | 3 | 0  | 1 | 2 | 3  | 8  | –5 | 1 |

| 2015. október 17. 17:00 (GMT-3) |

| Nigéria              | 2–0               | Egyesült Államok |
| -------------------- | ----------------- | ---------------- |
| Agor 50' Osimhen 61' | (0–0) Jegyzőkönyv | Trusty 87′       |

| Estadio Nacional Julio Martínez Prádanos, Santiago de Chile Nézőszám: 20637 Játékvezető: Deniz Aytekin (német) |

| 2015. október 17. 20:00 (GMT-3) |

| Chile        | 1–1               | Horvátország |
| ------------ | ----------------- | ------------ |
| Y. Leiva 33' | (1–1) Jegyzőkönyv | Moro 8'      |

| Estadio Nacional Julio Martínez Prádanos, Santiago de Chile Nézőszám: 20637 Játékvezető: Abdulrahman Al Jassim (katari) |

| 2015. október 20. 17:00 (GMT-3) |

| Egyesült Államok        | 2–2               | Horvátország           |
| ----------------------- | ----------------- | ---------------------- |
| Pulisic 20' Vazquez 40' | (2–0) Jegyzőkönyv | Majic 65' Ivanusec 77' |

| Estadio Sausalito, Viña del Mar Nézőszám: 21893 Játékvezető: Eneique Caceres (paraguayi) |

| 2015. október 20. 17:00 (GMT-3) |

| Chile       | 1–5               | Nigéria                                                                         |
| ----------- | ----------------- | ------------------------------------------------------------------------------- |
| Allende 81' | (0–2) Jegyzőkönyv | Chukwueze 1' 61' Nwakali 17' (11-esből) Osimhen 66' (11-esből) 86' Bamgboye 84′ |

| Estadio Sausalito, Viña del Mar Nézőszám: 21893 Játékvezető: Ruddy Buquet (francia) |

| 2015. október 23. 20:00 (GMT-3) |

| Egyesült Államok | 1–4               | Chile                                       |
| ---------------- | ----------------- | ------------------------------------------- |
| Vazquez 10'      | (1–1) Jegyzőkönyv | Allende 20' Mazuela 52' Jara 86' Moya 90+3' |

| Estadio Sausalito, Viña del Mar Nézőszám: 19321 Játékvezető: Matej Jug (szlovén) |

| 2015. október 23. 20:00 (GMT-3) |

| Horvátország          | 2–1               | Nigéria            |
| --------------------- | ----------------- | ------------------ |
| Brekalo 50' Majic 54' | (0–1) Jegyzőkönyv | Victor Osimhen 20' |

| Estadio Municipal Francisco Sánchez Rumoroso, Coquimbo Nézőszám: 5606 Játékvezető: Wilson Lamouroux (kolumbiai) |

### B csoport
| Csapat    | M | Gy | D | V | G+ | G– | Gk | P |
| --------- | - | -- | - | - | -- | -- | -- | - |
| Dél-Korea | 3 | 2  | 1 | 0 | 2  | 0  | +2 | 7 |
| Brazília  | 3 | 2  | 0 | 1 | 4  | 2  | +2 | 6 |
| Anglia    | 3 | 0  | 2 | 1 | 1  | 2  | –1 | 2 |
| Guinea    | 3 | 0  | 1 | 2 | 2  | 5  | –3 | 1 |

| 2015. október 17. 16:00 (GMT-3) |

| Anglia    | 1–1               | Guinea   |
| --------- | ----------------- | -------- |
| Hinds 61' | (0–0) Jegyzőkönyv | Naby 76' |

| Estadio Municipal Francisco Sánchez Rumoroso, Coquimbo Nézőszám: 5333 Játékvezető: Roberto Tobar (chilei) |

| 2015. október 17. 19:00 (GMT-3) |

| Brazília | 0–1               | Dél-Korea         |
| -------- | ----------------- | ----------------- |
|          | (0–0) Jegyzőkönyv | Csang Jae-won 79' |

| Estadio Municipal Francisco Sánchez Rumoroso, Coquimbo Nézőszám: 5333 Játékvezető: Ricardo Montero (Costa Rica-i) |

| 2015. október 20. 17:00 (GMT-3) |

| Anglia | 0–1               | Brazília    |
| ------ | ----------------- | ----------- |
|        | (0–0) Jegyzőkönyv | Leandro 67' |

| Estadio La Portada, La Serena Nézőszám: 8225 Játékvezető: Mohammed Abdulla Mohamed (Egyesült Arab Emírségekbeli) |

| 2015. október 20. 20:00 (GMT-3) |

| Dél-Korea      | 1–0               | Guinea |
| -------------- | ----------------- | ------ |
| Oh Sehun 90+2' | (0–0) Jegyzőkönyv |        |

| Estadio La Portada, La Serena Nézőszám: 8225 Játékvezető: Hector Rodriguez (hondurasi) |

| 2015. október 23. 17:00 (GMT-3) |

| Dél-Korea | 0–0         | Anglia |
| --------- | ----------- | ------ |
|           | Jegyzőkönyv |        |

| Estadio Municipal Francisco Sánchez Rumoroso, Coquimbo Nézőszám: 5606 Játékvezető: Valdin Legister (jamaicai) |

| 2015. október 23. 17:00 (GMT-3) |

| Guinea    | 1–3               | Brazília                                    |
| --------- | ----------------- | ------------------------------------------- |
| Sylla 83' | (0–2) Jegyzőkönyv | Lincoln 15' 45+2′ Leandrinho 33' Arthur 67' |

| Estadio Sausalito, Viña del Mar Nézőszám: 19321 Játékvezető: Deniz Aytekin (német) |

### C csoport
| Csapat      | M | Gy | D | V | G+ | G– | Gk | P |
| ----------- | - | -- | - | - | -- | -- | -- | - |
| Mexikó      | 3 | 2  | 1 | 0 | 4  | 1  | +3 | 7 |
| Németország | 3 | 2  | 0 | 1 | 9  | 3  | +6 | 6 |
| Ausztrália  | 3 | 1  | 1 | 1 | 3  | 5  | –2 | 4 |
| Argentína   | 3 | 0  | 0 | 3 | 1  | 8  | –7 | 0 |

| 2015. október 18. 16:00 (GMT-3) |

| Ausztrália | 1–4               | Németország                               |
| ---------- | ----------------- | ----------------------------------------- |
| Waring 54' | (0–3) Jegyzőkönyv | Passlach 14' Eggestein 26' 39' Janelt 65' |

| Estadio Municipal Nelson Oyarzún Arenas, Chillán Nézőszám: 7366 Játékvezető: Mehdi Abid (algériai) |

| 2015. október 18. 19:00 (GMT-3) |

| Mexikó                            | 2–0               | Argentína |
| --------------------------------- | ----------------- | --------- |
| Magana 10' Venegas 77' (11-esből) | (1–0) Jegyzőkönyv |           |

| Estadio Municipal Nelson Oyarzún Arenas, Chillán Nézőszám: 7366 Játékvezető: Danny Makkelie (holland) |

| 2015. október 21. 17:00 (GMT-3) |

| Ausztrália | 0–0         | Mexikó |
| ---------- | ----------- | ------ |
|            | Jegyzőkönyv |        |

| Estadio Municipal Nelson Oyarzún Arenas, Chillán Nézőszám: 8469 Játékvezető: Janny Sikazwe (zambiai) |

| 2015. október 21. 20:00 (GMT-3) |

| Argentína | 0–4               | Németország                                                   |
| --------- | ----------------- | ------------------------------------------------------------- |
|           | (0–3) Jegyzőkönyv | Janelt 5' Eggestein 32' Passlack 45+2' (11-esből) Schmidt 67' |

| Estadio Municipal Nelson Oyarzún Arenas, Chillán Nézőszám: 8469 Játékvezető: Ricardo Montero (Costa Rica-i) |

| 2015. október 24. 19:00 (GMT-3) |

| Argentína               | 1–2               | Ausztrália      |
| ----------------------- | ----------------- | --------------- |
| Conechny 67' (11-esből) | (0–1) Jegyzőkönyv | Panetta 25' 52' |

| Estadio Municipal Nelson Oyarzún Arenas, Chillán Nézőszám: 4409 Játékvezető: Ruddy Buquet (francia) |

| 2015. október 24. 19:00 (GMT-3) |

| Németország   | 1–2               | Mexikó                |
| ------------- | ----------------- | --------------------- |
| Eggestein 68' | (0–0) Jegyzőkönyv | López 59' Venegas 65' |

| Estadio Fiscal de Talca, Talca Nézőszám: 6229 Játékvezető: Ernique Caceres (paraguayi) |

### D csoport
| Csapat   | M | Gy | D | V | G+ | G– | Gk | P |
| -------- | - | -- | - | - | -- | -- | -- | - |
| Mali     | 3 | 2  | 1 | 0 | 5  | 1  | +4 | 7 |
| Ecuador  | 3 | 2  | 0 | 1 | 6  | 3  | +3 | 6 |
| Belgium  | 3 | 1  | 1 | 1 | 2  | 3  | –1 | 4 |
| Honduras | 3 | 0  | 0 | 3 | 2  | 8  | –6 | 0 |

| 2015. október 18. 16:00 (GMT-3) |

| Belgium | 0–0         | Mali |
| ------- | ----------- | ---- |
|         | Jegyzőkönyv |      |

| Estadio Fiscal de Talca, Talca Nézőszám: 3509 Játékvezető: Nick Waldron (Új-zélandi) |

| 2015. október 18. 19:00 (GMT-3) |

| Honduras  | 1–3               | Ecuador                                         |
| --------- | ----------------- | ----------------------------------------------- |
| Grant 83' | (0–2) Jegyzőkönyv | Guerrero 7' Estupinan 19' (11-esből) Cortez 76' |

| Estadio Fiscal de Talca, Talca Nézőszám: 3509 Játékvezető: Michael Oliver (angol) |

| 2015. október 21. 17:00 (GMT-3) |

| Belgium              | 2–1               | Honduras  |
| -------------------- | ----------------- | --------- |
| Vancamp 21' Rigo 78' | (1–0) Jegyzőkönyv | Leiva 49' |

| Estadio Fiscal de Talca, Talca Nézőszám: 4721 Játékvezető: Diego Haro (perui) |

| 2015. október 21. 20:00 (GMT-3) |

| Ecuador                               | 1–2               | Mali                |
| ------------------------------------- | ----------------- | ------------------- |
| Estupinan 70' (11-esből) Quintero 81′ | (0–1) Jegyzőkönyv | Traore 9' Malle 61' |

| Estadio Fiscal de Talca, Talca Nézőszám: 4721 Játékvezető: Martin Strombergsson (svéd) |

| 2015. október 24. 16:00 (GMT-3) |

| Ecuador                 | 2–0               | Belgium |
| ----------------------- | ----------------- | ------- |
| Corozo 40' Guerrero 73' | (1–0) Jegyzőkönyv |         |

| Estadio Fiscal de Talca, Talca Nézőszám: 6229 Játékvezető: Abdulrahman Al Jassim (katari) |

| 2015. október 24. 16:00 (GMT-3) |

| Mali                              | 3–0               | Honduras |
| --------------------------------- | ----------------- | -------- |
| A. Haidara 7' Dante 37' Malle 56' | (2–0) Jegyzőkönyv |          |

| Estadio Municipal Nelson Oyarzún Arenas, Chillán Nézőszám: 4409 Játékvezető: Nick Waldron (Új-zélandi) |

### E csoport
| Csapat                  | M | Gy | D | V | G+ | G– | Gk | P |
| ----------------------- | - | -- | - | - | -- | -- | -- | - |
| Oroszország             | 3 | 2  | 1 | 0 | 5  | 1  | +4 | 7 |
| Costa Rica              | 3 | 1  | 1 | 1 | 4  | 4  | 0  | 4 |
| Észak-Korea             | 3 | 1  | 1 | 1 | 3  | 4  | –1 | 4 |
| Dél-afrikai Köztársaság | 3 | 0  | 1 | 2 | 2  | 5  | –3 | 1 |

| 2015. október 19. 17:00 (GMT-3) |

| Dél-afrikai Köztársaság | 1–2               | Costa Rica                    |
| ----------------------- | ----------------- | ----------------------------- |
| Mayo 90'                | (0–1) Jegyzőkönyv | Masis 7' Reyes 63' (11-esből) |

| Estadio Municipal de Concepción, Concepción Nézőszám: 7572 Játékvezető: Mohd Bin Yaacob (maláj) |

| 2015. október 19. 20:00 (GMT-3) |

| Észak-Korea | 0–2               | Oroszország           |
| ----------- | ----------------- | --------------------- |
|             | (0–1) Jegyzőkönyv | Galanin 3' Chalov 52' |

| Estadio Municipal de Concepción, Concepción Nézőszám: 7572 Játékvezető: Wilson Lamouroux (kolumbia) |

| 2015. október 22. 17:00 (GMT-3) |

| Dél-afrikai Köztársaság | 1–1               | Észak-Korea                               |
| ----------------------- | ----------------- | ----------------------------------------- |
| Mukumela 10' (11-esből) | (1–1) Jegyzőkönyv | Kim Wi Song 17' (11-esből) Ri Kuk Hyon 9′ |

| Estadio Municipal de Concepción, Concepción Nézőszám: 9322 Játékvezető: Yevhen Aranovskiy (ukrán) |

| 2015. október 22. 20:00 (GMT-3) |

| Oroszország | 1–1               | Costa Rica  |
| ----------- | ----------------- | ----------- |
| Chalov 82'  | (0–0) Jegyzőkönyv | Ramirez 71' |

| Estadio Municipal de Concepción, Concepción Nézőszám: 9322 Játékvezető: Roberto Tobar (chilei) |

| 2015. október 25. 19:00 (GMT-3) |

| Oroszország                  | 2–0               | Dél-afrikai Köztársaság |
| ---------------------------- | ----------------- | ----------------------- |
| Makhatadze 5' (11-esből) 89' | (1–0) Jegyzőkönyv |                         |

| Estadio Municipal de Concepción, Concepción Nézőszám: 13759 Játékvezető: Diego Haro (perui) |

| 2015. október 25. 19:00 (GMT-3) |

| Costa Rica | 1–2               | Észak-Korea                            |
| ---------- | ----------------- | -------------------------------------- |
| Mesen 84'  | (0–1) Jegyzőkönyv | Pak Yong Gwan 14' Jong Chang Bom 90+3' |

| Estadio Regional de Chinquihue, Puerto Montt Nézőszám: 6571 Játékvezető: Danny Makkelie (holland) |

### F csoport
| Csapat        | M | Gy | D | V | G+ | G– | Gk  | P |
| ------------- | - | -- | - | - | -- | -- | --- | - |
| Franciaország | 3 | 3  | 0 | 0 | 14 | 4  | +10 | 9 |
| Új-Zéland     | 3 | 1  | 1 | 1 | 3  | 7  | –4  | 4 |
| Paraguay      | 3 | 1  | 0 | 2 | 8  | 7  | +1  | 3 |
| Szíria        | 3 | 0  | 1 | 2 | 1  | 8  | –7  | 1 |

| 2015. október 19. 17:00 (GMT-3) |

| Új-Zéland   | 1–6               | Franciaország                                                                        |
| ----------- | ----------------- | ------------------------------------------------------------------------------------ |
| McGarry 76' | (0–5) Jegyzőkönyv | McGarry 15' (öngól) Boutobba 32' Maouassa 34' Doucoure 42' Georgen 45' Édouard 90+2' |

| Estadio Municipal de Concepción, Concepción Nézőszám: 8134 Játékvezető: Valdin Legister (jamaicai) |

| 2015. október 19. 20:00 (GMT-3) |

| Szíria    | 1–4               | Paraguay                                       |
| --------- | ----------------- | ---------------------------------------------- |
| Alaji 62' | (0–2) Jegyzőkönyv | Morel 30' Villalba 34' Colman 65' Ferreira 90' |

| Estadio Regional de Chinquihue, Puerto Montt Nézőszám: 8134 Játékvezető: Matej Jug (szlovén) |

| 2015. október 22. 17:00 (GMT-3) |

| Új-Zéland | 0–0         | Szíria |
| --------- | ----------- | ------ |
|           | Jegyzőkönyv |        |

| Estadio Regional de Chinquihue, Puerto Montt Nézőszám: 8955 Játékvezető: Malang Diedhiou (szenegáli) |

| 2015. október 22. 20:00 (GMT-3) |

| Paraguay                                       | 3–4               | Franciaország                           |
| ---------------------------------------------- | ----------------- | --------------------------------------- |
| Aranda 45' (11-esből) Villalba 57' Paredes 62' | (1–2) Jegyzőkönyv | Boutobba 3' Ikone 22' 71' Upamecano 59' |

| Estadio Regional de Chinquihue, Puerto Montt Nézőszám: 8955 Játékvezető: Mehdi Abid Sarif (algériai) |

| 2015. október 25. 16:00 (GMT-3) |

| Paraguay        | 1–2               | Új-Zéland                |
| --------------- | ----------------- | ------------------------ |
| Namandu 43' 59′ | (1–1) Jegyzőkönyv | Ashworth 11' Imrie 90+1' |

| Estadio Regional de Chinquihue, Puerto Montt Nézőszám: 6571 Játékvezető: Yevhen Aranovskiy (ukrán) |

| 2015. október 25. 16:00 (GMT-3) |

| Franciaország                                  | 4–0               | Szíria |
| ---------------------------------------------- | ----------------- | ------ |
| Janvier 22' 46' Édouard 32' Claude Maurice 79' | (2–0) Jegyzőkönyv |        |

| Estadio Municipal de Concepción, Concepción Nézőszám: 13759 Játékvezető: Janny Sikazwe (zambiai) |

### Harmadik helyezett csapatok sorrendje
| Csoport | Csapat      | M | Gy | D | V | G+ | G– | Gk | P |
| ------- | ----------- | - | -- | - | - | -- | -- | -- | - |
| A       | Chile       | 3 | 1  | 1 | 1 | 6  | 7  | –1 | 4 |
| E       | Észak-Korea | 3 | 1  | 1 | 1 | 3  | 4  | –1 | 4 |
| D       | Belgium     | 3 | 1  | 1 | 1 | 2  | 3  | –1 | 4 |
| C       | Ausztrália  | 3 | 1  | 1 | 1 | 3  | 5  | –2 | 4 |
| F       | Paraguay    | 3 | 1  | 0 | 2 | 8  | 7  | +1 | 3 |
| B       | Anglia      | 3 | 0  | 2 | 1 | 1  | 2  | –1 | 2 |

## Egyenes kieséses szakasz
|  |               |               |               |             |             |              |              |               |               |               |             |             |             |  |  |       |       |       |
|  | Nyolcaddöntők | Nyolcaddöntők | Nyolcaddöntők |             |             | Negyeddöntők | Negyeddöntők | Negyeddöntők  |               |               | Elődöntők   | Elődöntők   | Elődöntők   |  |  | Döntő | Döntő | Döntő |
|  | Nyolcaddöntők | Nyolcaddöntők | Nyolcaddöntők |             |             | Negyeddöntők | Negyeddöntők | Negyeddöntők  |               |               | Elődöntők   | Elődöntők   | Elődöntők   |  |  | Döntő | Döntő | Döntő |
|  | október 29.   |               |               |             |             |              |              |               |               |               |             |             |             |  |  |       |       |       |
|  |               |               |               |             |             |              |              |               |               |               |             |             |             |  |  |       |       |       |
|  | A2            | Horvátország  | 2             |             |             |              |              |               |               |               |             |             |             |  |  |       |       |       |
|  | A2            | Horvátország  | 2             | november 1. |             |              |              |               |               |               |             |             |             |  |  |       |       |       |
|  | C2            | Németország   | 0             |             |             |              |              |               |               |               |             |             |             |  |  |       |       |       |
|  | C2            | Németország   | 0             |             |             | Horvátország | Horvátország | 0             |               |               |             |             |             |  |  |       |       |       |
|  | október 29.   |               |               |             |             | Horvátország | Horvátország | 0             |               |               |             |             |             |  |  |       |       |       |
|  |               |               | Mali          | Mali        | 1           |              |              |               |               |               |             |             |             |  |  |       |       |       |
|  | D1            | Mali          | Mali          | Mali        | 1           | 3            |              |               |               |               |             |             |             |  |  |       |       |       |
|  | D1            | Mali          |               |             |             | 3            | november 5.  |               |               |               |             |             |             |  |  |       |       |       |
|  | BEF3          | Észak-Korea   | 0             |             |             |              |              |               |               |               |             |             |             |  |  |       |       |       |
|  | BEF3          | Észak-Korea   | 0             |             |             | Mali         | Mali         | 3             |               |               |             |             |             |  |  |       |       |       |
|  | október 28.   |               |               |             |             | Mali         | Mali         | 3             |               |               |             |             |             |  |  |       |       |       |
|  |               |               | Belgium       | Belgium     | 1           |              |              |               |               |               |             |             |             |  |  |       |       |       |
|  | B1            | Dél-Korea     | Belgium       | Belgium     | 1           | 0            |              |               |               |               |             |             |             |  |  |       |       |       |
|  | B1            | Dél-Korea     | november 2.   |             |             | 0            |              |               |               |               |             |             |             |  |  |       |       |       |
|  | ACD3          | Belgium       | 2             |             |             |              |              |               |               |               |             |             |             |  |  |       |       |       |
|  | ACD3          | Belgium       | 2             |             |             | Belgium      | Belgium      | 1             |               |               |             |             |             |  |  |       |       |       |
|  | október 29.   |               |               |             |             | Belgium      | Belgium      | 1             |               |               |             |             |             |  |  |       |       |       |
|  |               |               | Costa Rica    | Costa Rica  | 0           |              |              |               |               |               |             |             |             |  |  |       |       |       |
|  | F1            | Franciaország | Costa Rica    | Costa Rica  | 0           | 0 (3)        |              |               |               |               |             |             |             |  |  |       |       |       |
|  | F1            | Franciaország |               |             |             | 0 (3)        | november 8.  |               |               |               |             |             |             |  |  |       |       |       |
|  | E2            | Costa Rica    | 0 (5)         |             |             |              |              |               |               |               |             |             |             |  |  |       |       |       |
|  | E2            | Costa Rica    | 0 (5)         |             |             | Mali         | Mali         | 0             |               |               |             |             |             |  |  |       |       |       |
|  | október 29.   |               |               |             |             | Mali         | Mali         | 0             |               |               |             |             |             |  |  |       |       |       |
|  |               |               | Nigéria       | Nigéria     | 2           |              |              |               |               |               |             |             |             |  |  |       |       |       |
|  | E1            | Oroszország   | Nigéria       | Nigéria     | 2           | 1            |              |               |               |               |             |             |             |  |  |       |       |       |
|  | E1            | Oroszország   | november 2.   |             |             | 1            |              |               |               |               |             |             |             |  |  |       |       |       |
|  | D2            | Ecuador       | 4             |             |             |              |              |               |               |               |             |             |             |  |  |       |       |       |
|  | D2            | Ecuador       | 4             |             |             | Ecuador      | Ecuador      | 0             |               |               |             |             |             |  |  |       |       |       |
|  | október 28.   |               |               |             |             | Ecuador      | Ecuador      | 0             |               |               |             |             |             |  |  |       |       |       |
|  |               |               | Mexikó        | Mexikó      | 2           |              |              |               |               |               |             |             |             |  |  |       |       |       |
|  | C1            | Mexikó        | Mexikó        | Mexikó      | 2           | 4            |              |               |               |               |             |             |             |  |  |       |       |       |
|  | C1            | Mexikó        |               |             |             | 4            | november 5.  |               |               |               |             |             |             |  |  |       |       |       |
|  | ABF3          | Chile         | 1             |             |             |              |              |               |               |               |             |             |             |  |  |       |       |       |
|  | ABF3          | Chile         | 1             |             |             | Mexikó       | Mexikó       | 2             |               |               |             |             |             |  |  |       |       |       |
|  | október 28.   |               |               |             |             | Mexikó       | Mexikó       | 2             |               |               |             |             |             |  |  |       |       |       |
|  |               |               | Nigéria       | Nigéria     | 4           |              |              | Bronzmérkőzés | Bronzmérkőzés | Bronzmérkőzés |             |             |             |  |  |       |       |       |
|  | B2            | Brazília      | Nigéria       | Nigéria     | 4           | 1            |              |               |               | Bronzmérkőzés |             |             |             |  |  |       |       |       |
|  | B2            | Brazília      |               |             | november 1. | november 1.  | november 1.  |               |               |               | november 8. | november 8. | november 8. |  |  |       |       |       |
|  | F2            | Új-Zéland     | 0             |             | november 1. | november 1.  | november 1.  |               |               |               | november 8. | november 8. | november 8. |  |  |       |       |       |
|  | F2            | Új-Zéland     | 0             |             |             | Brazília     | Brazília     | 0             | Belgium       | Belgium       | 3           |             |             |  |  |       |       |       |
|  | október 28.   |               |               |             |             | Brazília     | Brazília     | 0             | Belgium       | Belgium       | 3           |             |             |  |  |       |       |       |
|  |               |               | Nigéria       | Nigéria     | 3           |              |              | Mexikó        | Mexikó        | 2             |             |             |             |  |  |       |       |       |
|  | A1            | Nigéria       | Nigéria       | Nigéria     | 3           | 6            |              | Mexikó        | Mexikó        | 2             |             |             |             |  |  |       |       |       |
|  | A1            | Nigéria       |               |             |             |              |              |               |               |               |             |             |             |  |  |       |       |       |
|  | CDE3          | Ausztrália    | 0             |             |             |              |              |               |               |               |             |             |             |  |  |       |       |       |
|  | CDE3          | Ausztrália    | 0             |             |             |              |              |               |               |               |             |             |             |  |  |       |       |       |

### Nyolcaddöntők
| 2015. október 28. 17:00 (GMT-3) |

| Brazília                  | 1–0               | Új-Zéland |
| ------------------------- | ----------------- | --------- |
| Henrique 90+6' (11-esből) | (0–0) Jegyzőkönyv |           |

| Estadio Sausalito, Viña del Mar Nézőszám: 4265 Játékvezető: Mohd Bin Yaacob (maláj) |

| 2015. október 28. 17:00 (GMT-3) |

| Mexikó                                         | 4–1               | Chile     |
| ---------------------------------------------- | ----------------- | --------- |
| Zamudio 42' López 61' Aguirre 69' Cortes 90+3' | (1–1) Jegyzőkönyv | Leiva 40' |

| Estadio Municipal Nelson Oyarzún Arenas, Chillán Nézőszám: 10700 Játékvezető: Michael Oliver (angol) |

| 2015. október 28. 20:00 (GMT-3) |

| Nigéria                                                             | 6–0               | Ausztrália |
| ------------------------------------------------------------------- | ----------------- | ---------- |
| Osimhen 22' 73' 79' Nwakali 25' (11-esből) Essien 86' Chukwueze 88' | (2–0) Jegyzőkönyv |            |

| Estadio Sausalito, Viña del Mar Nézőszám: 4265 Játékvezető: Roberto Tobar (chilei) |

| 2015. október 28. 20:00 (GMT-3) |

| Dél-Korea | 0–2               | Belgium                             |
| --------- | ----------------- | ----------------------------------- |
|           | (0–1) Jegyzőkönyv | Vancamp 11' Verreth 67' Lemoine 71′ |

| Estadio La Portada, La Serena Nézőszám: 6388 Játékvezető: Malang Diedhiou (szenegáli) |

| 2015. október 29. 17:00 (GMT-3) |

| Horvátország          | 2–0               | Németország |
| --------------------- | ----------------- | ----------- |
| Moro 18' Lovren 90+1' | (1–0) Jegyzőkönyv |             |

| Estadio Municipal de Concepción, Concepción Nézőszám: 10705 Játékvezető: Martin Strombergsson (svéd) |

| 2015. október 29. 17:00 (GMT-3) |

| Mali                     | 3–0               | Észak-Korea |
| ------------------------ | ----------------- | ----------- |
| Haidara 8' Maiga 37' 48' | (2–0) Jegyzőkönyv |             |

| Estadio Fiscal de Talca, Talca Nézőszám: 5123 Játékvezető: Héctor Rodríguez (hondurasi) |

| 2015. október 29. 20:00 (GMT-3) |

| Oroszország | 1–4               | Ecuador                                |
| ----------- | ----------------- | -------------------------------------- |
| Chalov 16'  | (1–2) Jegyzőkönyv | Pereira 3' 65' Corozo 17' Nazareno 78' |

| Estadio Municipal de Concepción, Concepción Nézőszám: 10705 Játékvezető: Mohammed Abdulla Mohamed (Egyesült Arab Emírségekbeli) |

| 2015. október 29. 20:00 (GMT-3) |

| Franciaország                           | 0–0         | Costa Rica                            |
| --------------------------------------- | ----------- | ------------------------------------- |
|                                         | Jegyzőkönyv |                                       |
| Büntetőpárbaj                           |             |                                       |
| Édouard Cognant Reine Adelaide Boutobba | 3–5         | Cordoba Juarez Arboine Villegas Reyes |

| Estadio Regional de Chinquihue, Puerto Montt Nézőszám: 8691 Játékvezető: Wilson Lamouroux (kolumbiai) |

### Negyeddöntők
| 2015. november 1. 16:00 (GMT-3) |

| Brazília | 0–3               | Nigéria                             |
| -------- | ----------------- | ----------------------------------- |
|          | (0–3) Jegyzőkönyv | Osimhen 29' Michael 30' Anumudu 34' |

| Estadio Sausalito, Viña del Mar Nézőszám: 5880 Játékvezető: Matej Jug (szlovén) |

| 2015. november 1. 19:00 (GMT-3) |

| Horvátország | 0–1               | Mali      |
| ------------ | ----------------- | --------- |
|              | (0–1) Jegyzőkönyv | Koita 20' |

| Estadio Municipal Nelson Oyarzún Arenas, Chillán Nézőszám: 5222 Játékvezető: Enrique Caceres (paraguayi) |

| 2015. november 2. 17:00 (GMT-3) |

| Ecuador | 0–2               | Mexikó                                |
| ------- | ----------------- | ------------------------------------- |
|         | (0–1) Jegyzőkönyv | Zamudio 41' B. Salazar 55' (11-esből) |

| Estadio Municipal Francisco Sánchez Rumoroso, Coquimbo Nézőszám: 3127 Játékvezető: Ruddy Buquet (francia) |

| 2015. november 2. 20:00 (GMT-3) |

| Belgium  | 1–0               | Costa Rica |
| -------- | ----------------- | ---------- |
| Rigo 27' | (1–0) Jegyzőkönyv |            |

| Estadio Municipal de Concepción, Concepción Nézőszám: 8874 Játékvezető: Jerson dos Santos (angolai) |

### Elődöntők
| 2015. november 5. 17:00 (GMT-3) |

| Mali                           | 3–1               | Belgium  |
| ------------------------------ | ----------------- | -------- |
| Traore 22' Maiga 55' Koita 85' | (1–1) Jegyzőkönyv | Rigo 16' |

| Estadio La Portada, La Serena Nézőszám: 6395 Játékvezető: Roberto Tobar (chilei) |

| 2015. november 5. 20:00 (GMT-3) |

| Mexikó               | 2–4               | Nigéria                                                   |
| -------------------- | ----------------- | --------------------------------------------------------- |
| Magaña 7' Cortes 59' | (1–2) Jegyzőkönyv | Nwakali 35' Okwonkwo 43' Ebere 67' Osimhen 83' (11-esből) |

| Estadio Municipal de Concepción, Concepción Nézőszám: 21618 Játékvezető: Mohammed Abdulla Mohamed (Egyesült Arab Emírségekbeli) |

### Bronzmérkőzés
| 2015. november 8. 16:00 (GMT-3) |

| Belgium                                        | 3–2               | Mexikó                                       |
| ---------------------------------------------- | ----------------- | -------------------------------------------- |
| van Vaerenbergh 54' Vanzeir 73' 90+3' Faes 72′ | (0–0) Jegyzőkönyv | Marin 58' (11-esből) Venegas 88' López 90+5′ |

| Estadio Sausalito, Viña del Mar Nézőszám: 15235 Játékvezető: Abdulrahman Al Jassim (katari) |

### Döntő
| 2015. november 8. 19:00 (GMT-3) |

| Mali | 0–2               | Nigéria                  |
| ---- | ----------------- | ------------------------ |
|      | (0–0) Jegyzőkönyv | Osimhen 56' Bamgboye 59' |

| Estadio Sausalito, Viña del Mar Nézőszám: 15235 Játékvezető: Michael Oliver (angol) |

| A 2015-ös U17-es labdarúgó-világbajnokság győztese |
| -------------------------------------------------- |
| · Nigéria · 5. cím                                 |